# Comuna Ciîjîkiv, Pustomîtî
Ciîjîkiv (în ucraineană Чижиків) este o comună în raionul Pustomîtî, regiunea Liov, Ucraina, formată din satele Ciîjîkiv (reședința) și Hluhovîci.

## Demografie
Componența lingvistică a comunei Ciîjîkiv
     Ucraineană (99,59%)
     Alte limbi (0,41%)
Conform recensământului din 2001, majoritatea populației comunei Ciîjîkiv era vorbitoare de ucraineană (99,59%), existând în minoritate și vorbitori de alte limbi.